# 広島県立大竹高等学校
広島県立大竹高等学校（ひろしまけんりつ　おおたけこうとうがっこう）は大竹市白石に所在する公立の高等学校。最寄り駅はJR西日本山陽本線大竹駅である。なおこの高校は広島県では最も西にある高校である。

## 設置学科
- 総合学科
  - 普通系列
  - 商業系列
  - 家庭系列
  - 農業系列
  - 芸術・体育系列

## 沿革
- 1921年 大竹女子実業補習学校として開校。
- 1926年 大竹実料女学校と改称。
- 1936年 広島県大竹実料高等女学校に組織改編。
- 1943年 広島県大竹高等女学校と改称。
- 1948年 広島県大竹高等学校として設置（全日制普通科・家庭科）また大竹町（当時）より広島県に移管。
- 1951年 分校として大野分校を設置。
- 1953年 大野分校に定時制被服科を設置。
- 1959年 大野分校の定時制被服科を廃止。
- 1962年 大野分校の募集を停止、宮島工業高校に移管する。現在地に移転する。
- 1968年 広島県立大竹高等学校と改称。
- 1993年 家政料を生活科学科に学科改編。
- 1998年 総合学料を設置。
- 2005年 定時制課程を廃止。

## 出身有名人
- 轟謙二 (俳優)
- 広瀬叔功（元プロ野球選手・監督、南海）
- 簑田浩二（元プロ野球選手、阪急・巨人）
- 広田佐枝子 (元卓球選手) - 世界卓球選手権で金メダル
- 岡広いづみ（元タレント、フィーバーメンバー）